# Манікюрні ножиці

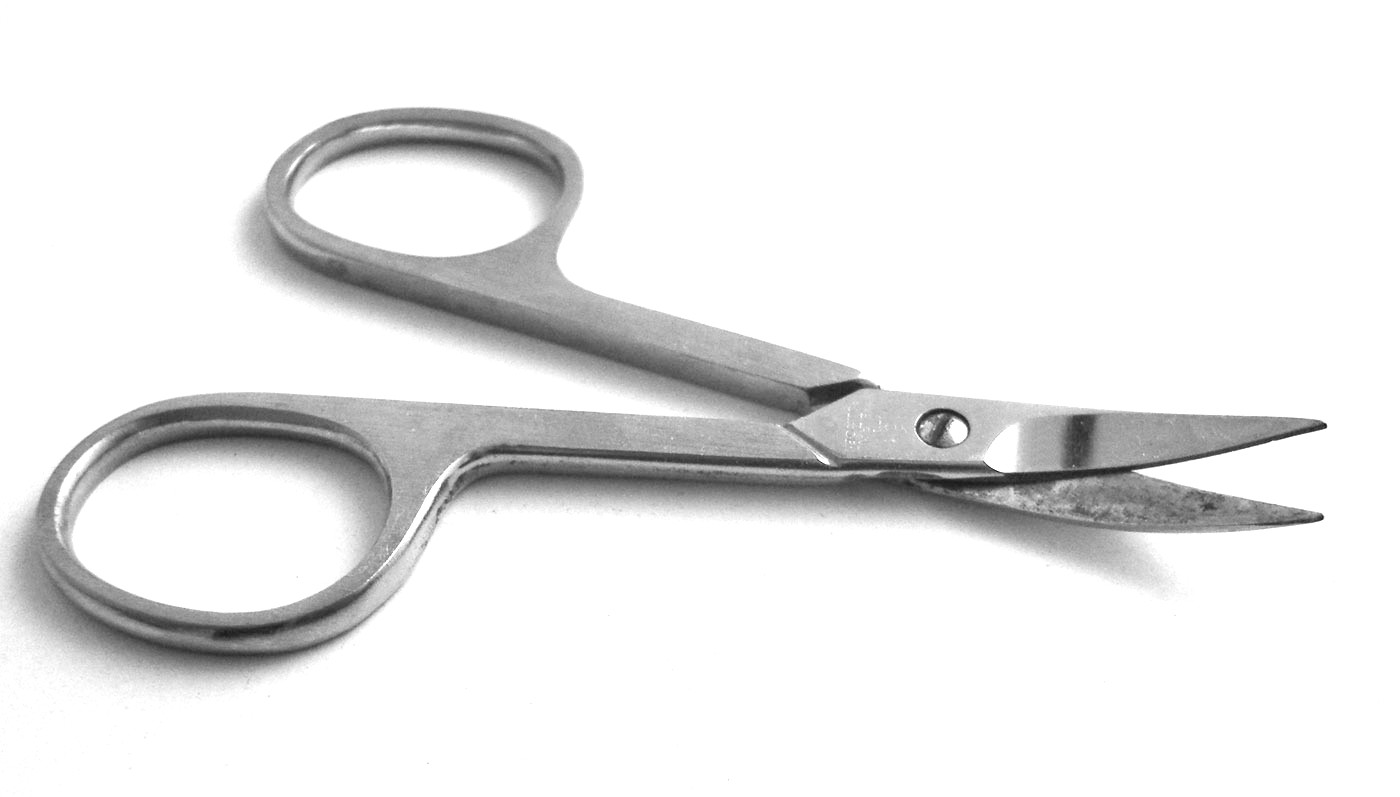
Класичні манікюрні ножиці

Манікюрні ножиці — маленькі ножиці з дещо потовщеними, злегка вигнутими короткими лезами, призначені для обрізання нігтів. Існують і варіанти з тонкішими лезами, якими видаляється шкіра, що покриває ніготь. Іноді кінці обох лез округлені, щоб знизити небезпеку порізу, особливо під час догляду за нігтями маленьких дітей. Альтернативою ножиць є щипці для нігтів або пилка для нігтів.